# Michael Ancram

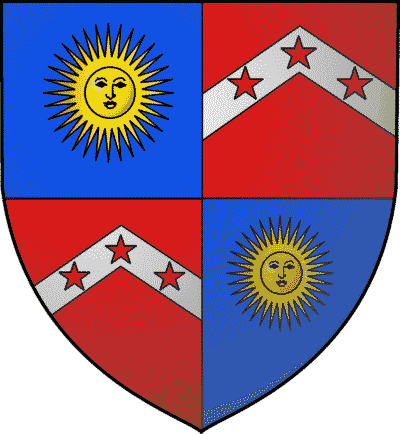
Herb markizów Lothian

Michael Andrew Foster Jude Kerr, 13. markiz Lothian, Baron Kerr of Monteviot, znany jako Michael Ancram (ur. 7 lipca 1945 w Londynie, zm. 1 października 2024) – brytyjski arystokrata i polityk, najstarszy syn Petera Kerra, 12. markiza Lothian, i Antonelli Newland, córki generała-majora sir Fostera Newlanda.
Od urodzenia do 2004 r. nosił tytuł hrabiego Ancram. Zrezygnował jednak z używania tytułu, gdyż (w czasie swojej pracy jako adwokata) uważał, że niezręcznie będzie dla sądu zwracać się do niego „M’Lord”. Był także głową klanu Kerr.

## Życiorys
Wykształcenie odebrał w Ampleforth College, w Christ Church w Oksfordzie (tytuł bakałarza historii w 1966 r., później magistra) i na Uniwersytecie w Edynburgu (bakałarz prawa w 1968 r.). Po studiach był członkiem korporacji adwokackiej. W 1970 r. bezskutecznie startował w wyborach do Izby Gmin z okręgu East Lothian z ramienia Szkockiej Partii Konserwatywnej i Unionistycznej (która jest reprezentacją Brytyjskiej Partii Konserwatywnej w Szkocji). Do Parlamentu udało mu się dostać po wyborach uzupełniających w lutym 1974 r. z okręgu Berwick and East Lothian. W Izbie Gmin zasiadał tylko do października. W 1979 r. wygrał wybory w okręgu Edinburgh South, który reprezentował do 1987 r. Od 1992 r. jest deputowanym z okręgu Devizes. Po śmierci ojca w 2004 r. odziedziczył tytuł markiza Lothian, ale nie używał go i nadal zasiadł w Izbie Gmin. W 2009 ogłosił, że nie będzie kandydował w najbliższych wyborach parlamentarnych. W 2010 został powołany w skład Izby Lordów, jako par dożywotni. Otrzymał wówczas tytuł Baron Kerr of Monteviot.
W latach 1979–1983 był członkiem Komitetu Izby Gmin ds. Energii. W latach 1980–1983 był przewodniczącym Szkockiej Partii Unionistycznej i Konserwatywnej. Od 1983 do 1987 r. był parlamentarnym podsekretarzem stanu w ministerstwie ds. Szkocji, odpowiedzialnym za sprawy wewnętrzne, samorząd lokalny, reformy podatkowe i środowisko. W maju 1993 r. został parlamentarnym podsekretarzem stanu w ministerstwie ds. Irlandii Północnej. W styczniu 1994 r. został ministrem stanu w tymże ministerstwie, a w styczniu 1996 r. wszedł w skład Tajnej Rady. Od października 1998 do września 2001 r. był przewodniczącym Partii Konserwatywnej.
W 2001 r. stanął przeciwko Iainowi Smithowi, Michaelowi Portillo, Kennethowi Clarke’owi i Davidowi Davisowi w wyborach na lidera konserwatystów. Przegrał jednak w pierwszej turze wyborów. Ancram poparł następnie Smitha, który wygrał wybory i mianował Ancrama zastępcą lidera Partii Konserwatywnej i ministrem spraw zagranicznych w gabinecie cieni. Ancram utrzymał się na tym stanowisku do 2003 r., kiedy nowym liderem partii został Michael Howard. W 2005 r. był ministrem obrony w gabinecie cieni, z którego odszedł, gdy wybory na lidera partii wygrał David Cameron. W 2006 r. zasiadł w Komisji Wywiadu i Bezpieczeństwa.
W 2005 r. Ancram złożył podpis pod regułami Henry Jackson Society, która zakładała szerzenie na świecie zasad liberalnej demokracji, nawet jeśli do jej wprowadzenia konieczne będzie użycie siły. Ancram był mimo tego pierwszym ze starszych działaczy konserwatystów, który 21 kwietnia 2006 r. wypowiedział się przeciwko obecności wojsk brytyjskich w Iraku, stwierdzając, że ten kraj pogrążył się w wojnie domowej, a dla Zjednoczonego Królestwa jest to „ostatnia szansa, aby wycofać się z Iraku z godnością i honorem”.
7 czerwca 1975 r. poślubił katoliczkę, lady Theresę Jane Fitzalan-Howard (ur. 24 stycznia 1945), córkę Bernarda Fitzalan-Howarda, 16. księcia Norfolk, i Lavinii Strutt, córki 3. barona Belper. Michael i Theresa doczekali się razem trzech córek:
- Sarah Margaret Kerr (ur. i zm. 13 stycznia 1976)
- Clare Therese Kerr (ur. 25 stycznia 1979), dziedziczka tytułu lady Herries of Terregles
- Mary Cecil Kerr (ur. 28 maja 1981)

Dziedzicem tytułu markiza Lothian jest Lord Ralph William Francis Joseph Kerr brat 13. Markiza Lothan.